# Mosnang
Mosnang es una comuna suiza del cantón de San Galo, ubicada en el distrito de Toggenburgo. Limita al norte con las comunas de Fischingen (TG) y Kirchberg, al noreste con Lütisburg, al este con Bütschwil, al sureste con Krinau, al sur con Wattwil, Sankt Gallenkappel y Goldingen, y al oeste con Fischenthal (ZH) y Sternenberg (ZH).

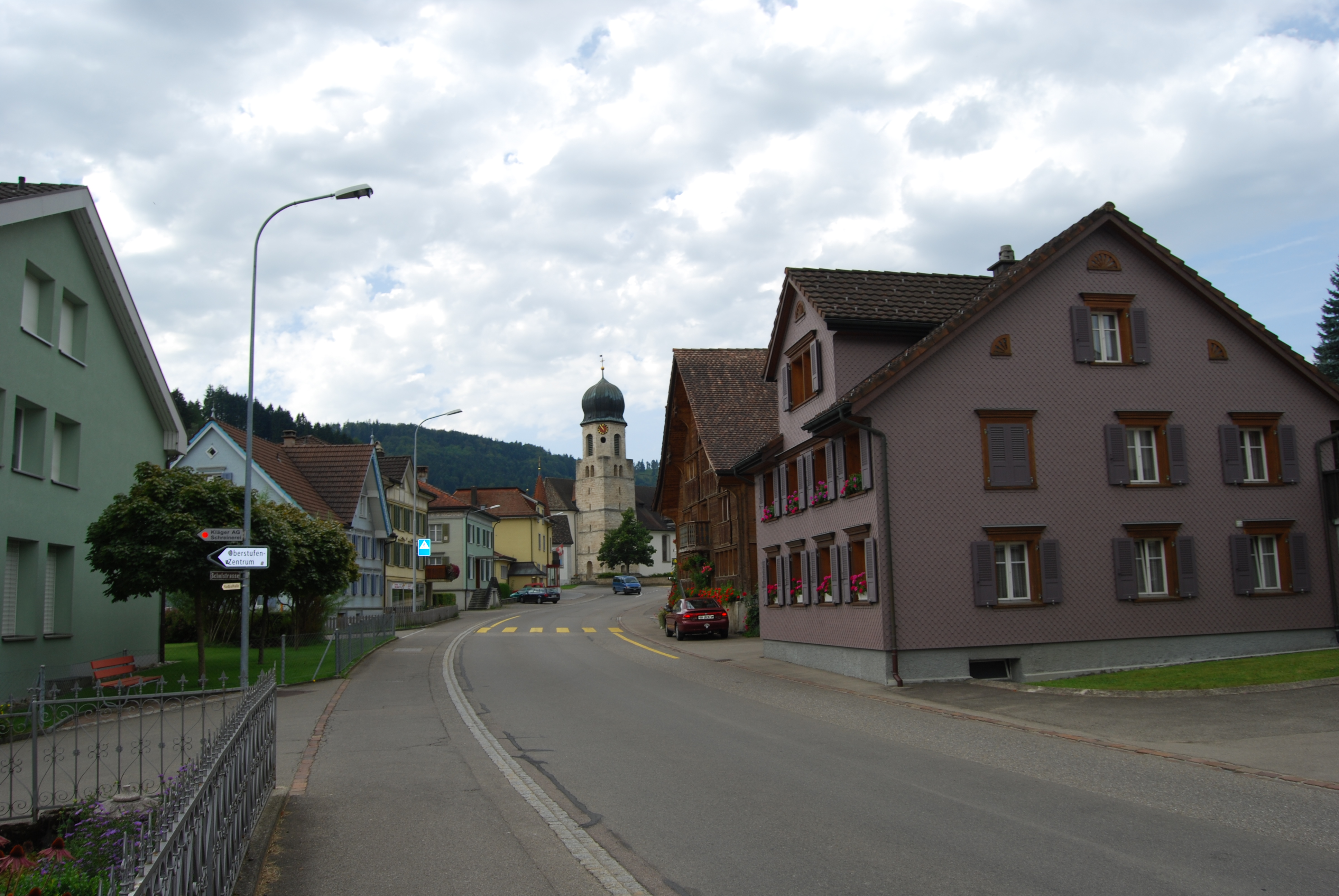
Mosnang